# پرچم مغولستان
پرچم ملی مغولستان (به مغولی: Монгол улсын төрийн далбаа) یک نوار عمودی با یک نوار قرمز در هر طرف و یک نوار آبی در وسط، با نماد مغولی سویومبو در مرکز سمت چپ‌ترین نوار است. نوار آبی نمایانگر آسمان آبی ابدی است و نوارهای قرمز برای ابدیت شکوفا می‌شوند. نماد سویومبو یک انتزاع هندسی است که نشان‌دهندهٔ آتش، خورشید، ماه، زمین، آب و نمادی است که نشان‌دهندهٔ دو ماهی است، همان‌طور که در اساطیر مغول ماهی هرگز نمی‌خوابد، بنابراین نمادی است که روح مردم مغول هرگز نمی‌خوابد.
پرچم فعلی در ۱۲ ژانویه ۱۹۹۲ با استانداردهای رنگ رسمی فعلی در ۸ ژوئیه ۲۰۱۱ به تصویب رسید. تا سال ۱۹۹۲، پرچم یک ستاره کمونیستی در بالای سویومبو، در طول ۴۷ سال آخر جمهوری خلق مغولستان داشت. این پرچم در ابتدا توسط هنرمند دودین چویدوگ (Додийн Чойдог) طراحی شد.
آویختن پرچم مغولستان در میان مغول‌ها در منطقه خودمختار مغولستان داخلی رایج شده‌است، اگرچه دولت چین ظاهراً به دلیل نگرانی از جدایی‌خواهی با نمایش عمومی نمادهای ملی یا فرهنگی مغولستان مخالف است.

## نگارخانه

پرچم خانات مغولستان (۱۹۱۱-۱۹۲۱)
توده مغولستان (۱۹۲۱-۱۹۲۴)
پرچم خلق مغولستان (۱۹۲۴-۱۹۴۰)
پرچم مردم مغولستان (۱۹۴۰-۱۹۹۲)